# 佐竹義知
佐竹 義知（さたけ よしちか）は、江戸時代中期から後期にかけての大名。出羽岩崎藩5代藩主。佐竹壱岐守家5代当主。官位は従五位下・壱岐守。

## 略歴
4代藩主・佐竹義祇の長男。母は能見松平親盈の娘。幼名は徳丸、亀丸。
寛政5年（1793年）11月14日、義祇の死去により家督を相続した。享和2年（1802年）10月1日、11代将軍・徳川家斉に御目見する。同年12月16日、従五位下・壱岐守に叙任する。文化8年（1811年）、駿府加番を命じられる。本家の久保田藩主で幼君であった佐竹義厚をよく補佐した。画の才能にも優れた。
文政4年（1821年）7月11日、35歳で死去し、跡を養子の義純が継いだ。法号は諦応道説。墓所は東京都板橋区小豆沢の総泉寺。

## 系譜
子女は4女
父母
- 佐竹義祇（父）
- 松平親盈の娘（母）

正室
- 都子 - 松平頼亮の娘

側室
- 岩井氏

子女
- 貞（三女） - 佐竹義純正室、生母は岩井氏
- 熊姫 - 松平直春正室、生母は岩井氏

養子
- 佐竹義純 - 佐竹義恭の長男